# Firefly Online
Firefly Online est un jeu vidéo de rôle stratégique en développement par Spark Plug Games et Quantum Mechanix pour Windows, Mac OS, iOS, et Android basé sur la franchise Firefly.

## Système de jeu
Le joueur incarne le capitaine d'un vaisseau spatial, devant assembler un équipage en fonction des capacités de ses membres (comme l'ingénierie ou la manipulation des armes), accomplir des missions, et commercer avec les autres,. Le jeu contiendra une histoire centrale ainsi que plusieurs embranchements d'histoire, et les joueurs seront capables de créer des missions que d'autres joueurs pourront accomplir. Les joueurs pourront personnaliser leur vaisseau en jeu, et consulter des guides autour des planètes qui leur donneront des informations à leur sujet
De plus, il existera à la fois des environnements planétaires et spatiaux. Le jeu contiendra plus de 200 mondes à visiter.

## Développement
Firefly Online a été annoncé en tant que jeu iOS et Android durant la Comic-Con de San Diego en 2013. Une annonce ultérieure a également annoncé les versions pour Microsoft Windows et Mac OS et une date de sortie pour toutes les plateformes à l'été 2014, la date étant ensuite repoussée au printemps 2015. QMx Interactive a rejoint Spark Plug Games sur le développement du jeu. Joss Whedon, créateur de la série, n'est pas impliqué dans le développement du jeu, bien qu'il soit au courant de son existence. Les doublages sont réalisés par les acteurs de la série. L'équipe de développement prévoit l'ajout de DLC qui pourraient permettre de rejoindre la faction de l'Alliance et l'inclusion des Ravageurs, et vise à inclure des fonctionnalités cross-plateformes. Les versions pour ordinateur seront distribuées sous Steam.